# Yakuō-ji (Minami, Tokushima)
Yakuō-ji est le 23e temple du pèlerinage de Shikoku. Il situé sur la municipalité de Minami, préfecture de Tokushima, au Japon. C'est le dernier temple de la préfecture de Tokushima.
On y accède, depuis le temple 22, Byōdō-ji après une marche d'environ 20 km.
Le temple a été fondé par le moine Gyōki. En 815, Kukai l'a visité pour y prier.
L'approche du temple se fait par deux escaliers distincts. Celui des hommes possède 42 marches et celui des femmes en possède 33. Les croyants laissent de la monnaie sur chaque marche pour solliciter la bonne fortune.
En 2015, le Yakuō-ji est désigné Japan Heritage avec les 87 autres temples du pèlerinage de Shikoku.

## Galerie

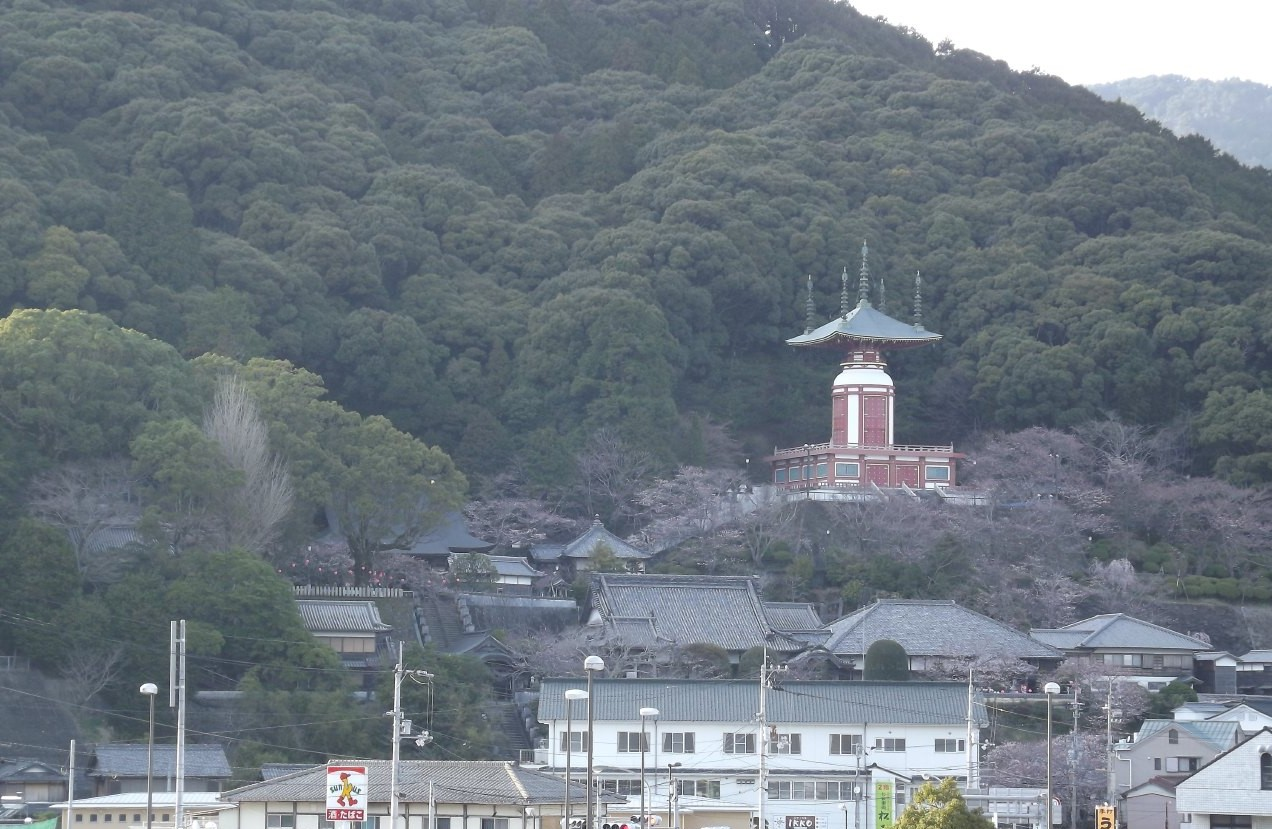
Complexe du temple
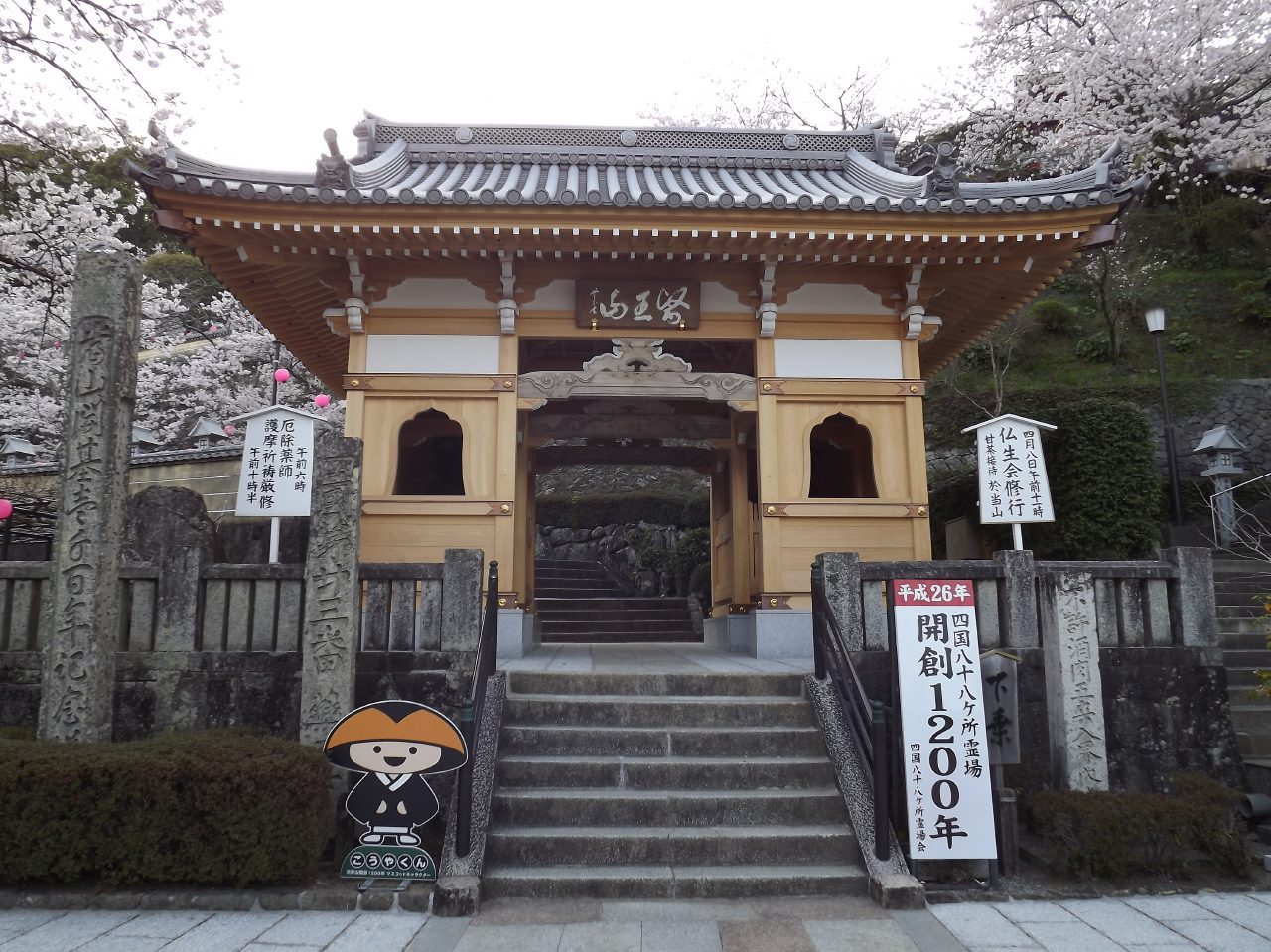
Niō-Tor
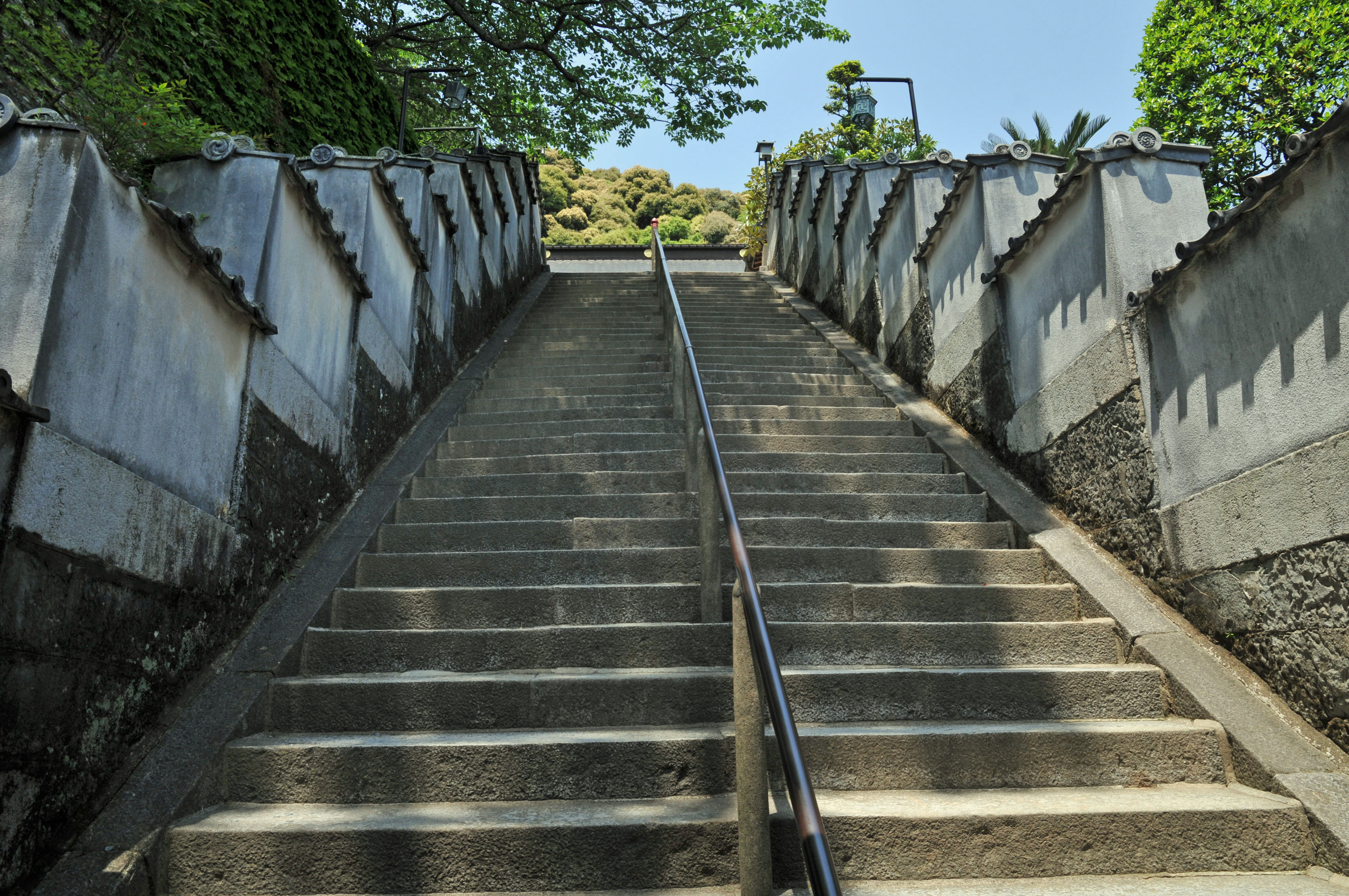
Passerelle pour hommes
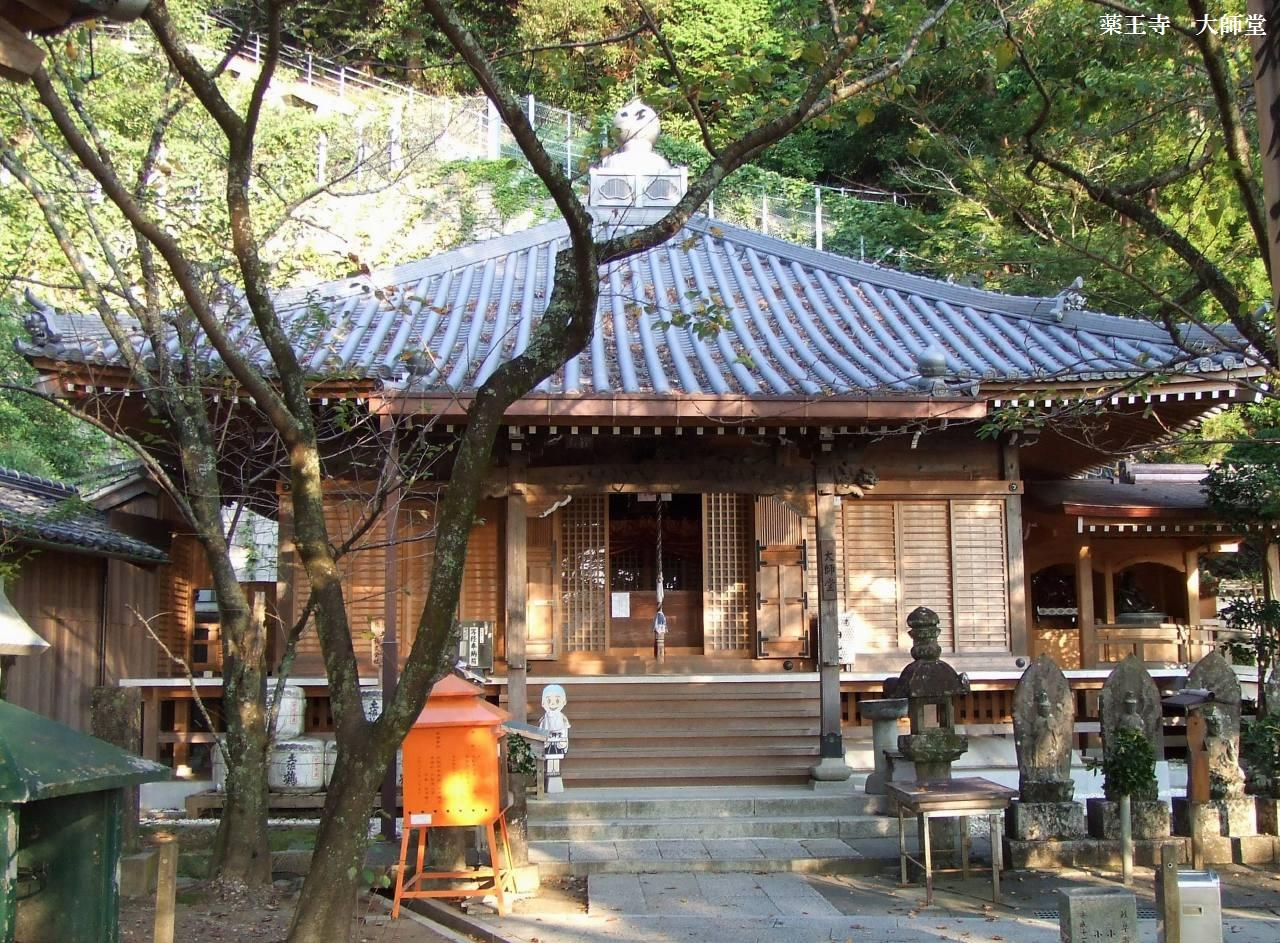
Daishidō
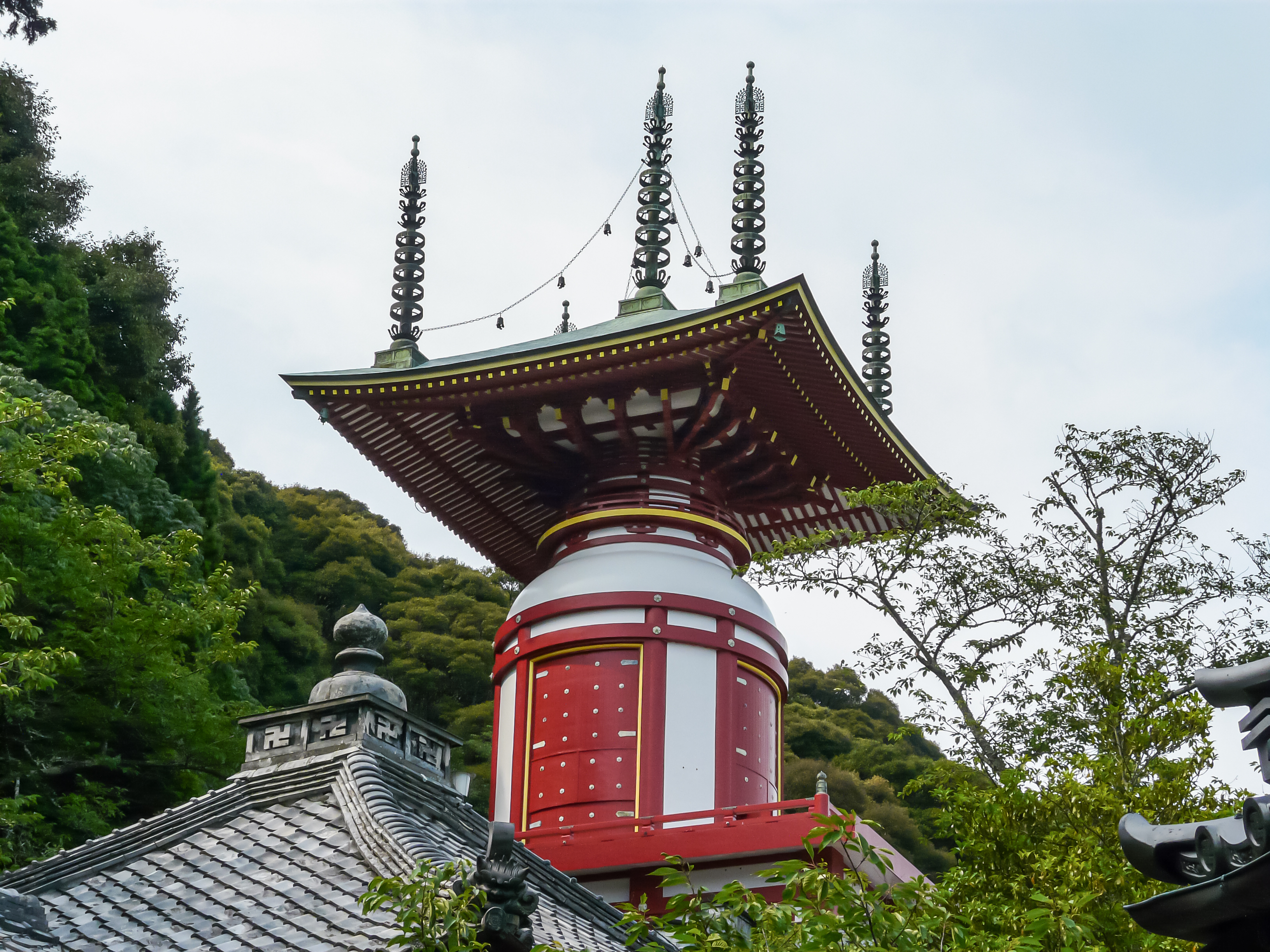
Pagode